# مایراگو
مایراگو (به ایتالیایی: Mairago) یک کومونه در ایتالیا است که در استان لودی واقع شده‌است.

## خصوصیات
مایراگو ۱۱٫۴ کیلومترمربع مساحت و ۱٬۰۵۳ نفر جمعیت دارد.